# Micropsectra lindrothi
Micropsectra lindrothi är en tvåvingeart som beskrevs av Maurice Emile Marie Goetghebuer 1931. Micropsectra lindrothi ingår i släktet Micropsectra och familjen fjädermyggor.
Artens utbredningsområde är Grönland. Arten är reproducerande i Sverige. Inga underarter finns listade i Catalogue of Life.